# Oh Hello
Oh Hello è un singolo del cantante tedesco Nico Santos, pubblicato il 28 settembre 2018 come terzo estratto dal primo album in studio Streets of Gold.

## Tracce
Testi e musiche di Nico Santos, Imran Abbas e Jamie Hartman
Download digitale
1. Oh Hello – 3:04

Download digitale – ALIGEE Remix
1. Oh Hello (ALIGEE Remix) – 3:56

## Formazione
Musicisti
- Nico Santos – voce, pianoforte, cori
- Catharina Schorling – tromba, trombone, cori
- Abaz – cori
- Elias Hadjeus – cori
- Valerie Wittkugel – voce secondaria, cori
- Kiko Masbaum – programmazione, percussioni

Produzione
- Abaz – produzione
- Djorkaeff & Beatzarre – produzione, registrazione
- Biztram – produzione
- Kiko Masbaum – missaggio
- Waldemar Vogel – assistenza al missaggio, editing
- Sascha "Busy" Bühren – mastering